# Usina Hidrelétrica de Canastra
A Usina Hidrelétrica Canastra é uma usina hidrelétrica brasileira situada no Rio Grande do Sul.
Está em operação desde 1956. O aproveitamento está situado nas nascentes do rio Santa Maria no município de Canela (Rio Grande do Sul), sendo seu principal fluxo proveniente do desvio do rio Santa Cruz para a UHE Bugres.
Os alternadores possuem potência elétrica de 25 MW cada uma (potência efetiva total de 44 MW), e tensão suiça de 13,8 kV, classe F. As turbinados foram fabricadas por Ateliers de Construtions Mecanique de Vevey S.A. (Suíça). Vem sendo administrada pela Companhia Estadual de Geração e Transmissão de Energia Elétrica.
Na casa de Força de Canastra são telecomandadas outras quatro usinas que constituem o Sistema Salto: UHE Bugres, UHE Herval, UHE Passo do Inferno e UHE Toca.

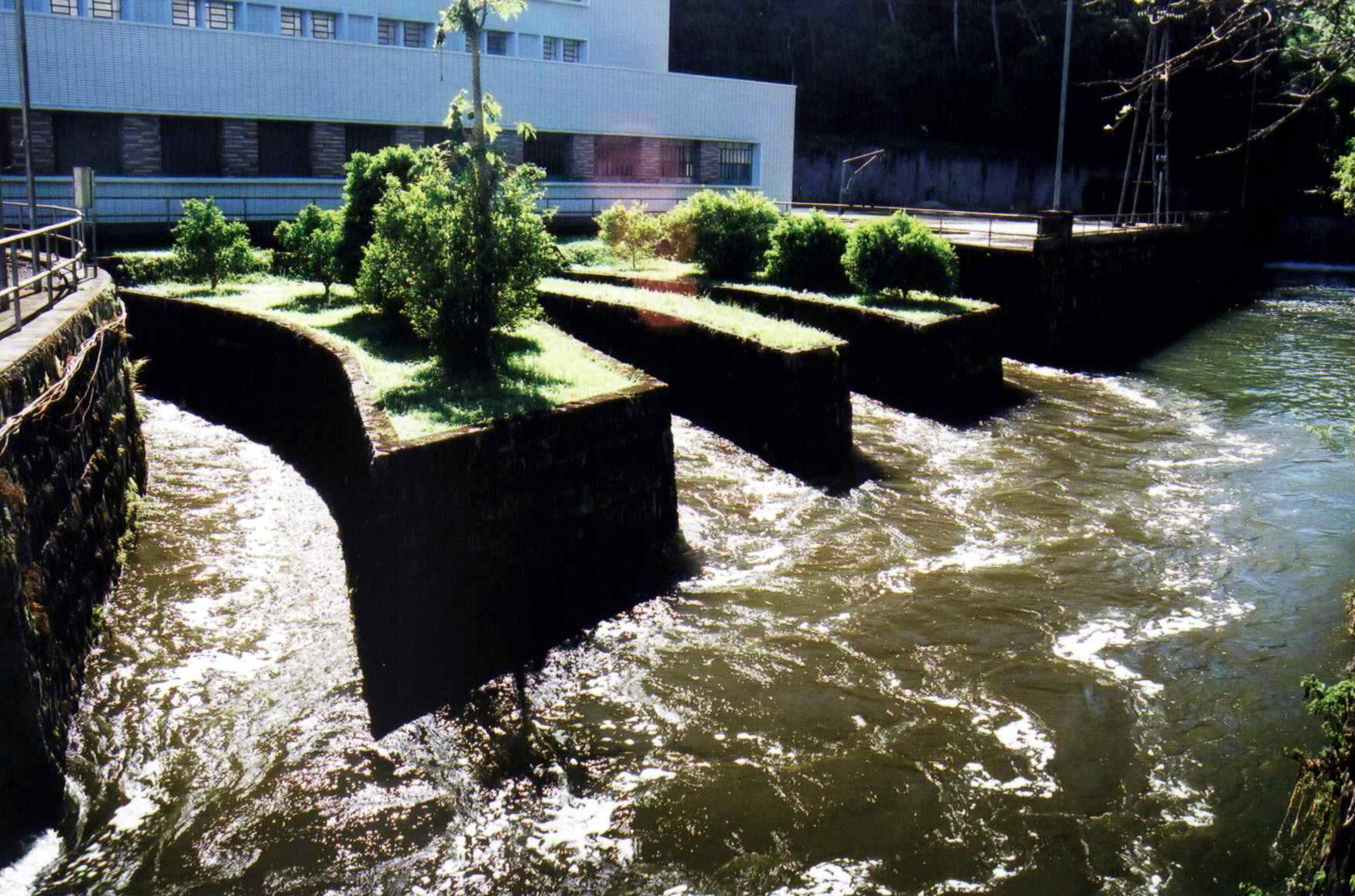
Saida de água da Usina

## Dados técnicos
Turbina
- - Tipo: Pelton;
  - Potência: 2 x 22,40 MW;
  - Queda líquida: 333,34 m.

Barragem

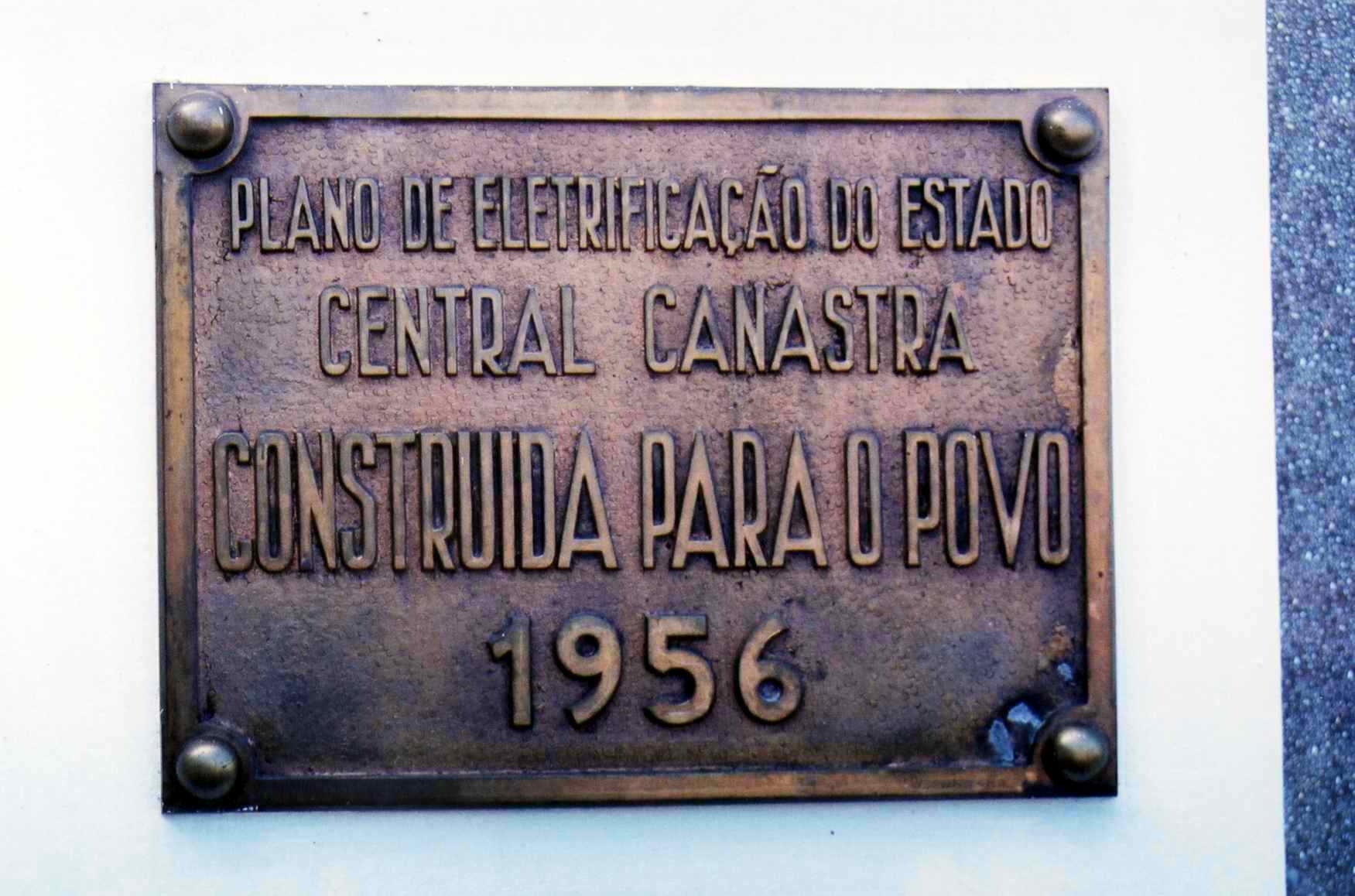
Placa Comemorativa UHE Canastra

- - Tipo: Ambursen em concreto armado;
  - Altura: 26,00 m;
  - Comprimento: 179,00 m.

## Usinas que constituem o Sistema Salto
- Usina Hidrelétrica de Bugres
- Usina Hidrelétrica de Canastra
- Usina Hidrelétrica Herval
- Usina Hidrelétrica Passo do Inferno
- Usina Hidrelétrica Toca